# Cattleya loddigesii
Cattleya loddigesii é uma robusta espécie de orquídea epífita que vegeta em matas ensolaradas em altitudes que variam de 400 a 1200 metros, dispersa do sudeste do Brasil até o nordeste da Argentina.